# Hyrynsalmi
Hyrynsalmi är en kommun i landskapet Kajanaland i f.d. Uleåborgs län. Hyrynsalmi har 2 139 invånare och har en yta på 1 521,37 km², varav 100,36 km² är vatten.
Grannkommuner är Kuhmo, Puolanka, Ristijärvi och Suomussalmi.
Hyrynsalmi är enspråkigt finskt.
Vid Vuorisuo i Hyrynsalmi arrangeras årligen sedan 2000 en "världsturnering" i träskfotboll.

## Tätorter
Vid tätortsavgränsningen den 31 december 2021 fanns endast en tätort inom Hyrynsalmi kommuns område: Hyrynsalmi kyrkoby med 1 172 invånare.

## Styre och politik

### Mandatfördelning i Hyrynsalmi kommun, valen 1964–2021
Statistik över kommunalval i Finland finns tillgänglig för enskilda kommuner från valet 1964 och framåt. Publikationen över kommunalvalet 1968 var den första som redovisade komplett partitillhörighet.
| 7 | 3 | 11 |

| 6 | 2 | 2 | 9 | 1 | 1 |

| 6 | 2 | 1 | 11 | 1 |

| 7 | 2 |  | 15 | 2 |

| 7 | 3 | 15 | 2 |

| 6 | 2 | 2 | 16 |  |

| 6 | 2 |  | 17 |  |

| 6 | 2 | 6 | 12 |  |

| 5 | 1 | 2 | 13 |

| 4 | 1 | 1 | 15 |

| 15 | 6 |

| 4 | 2 | 1 | 13 | 1 |

| 12 | 9 |

| 4 | 2 | 2 | 13 |

| 13 | 8 |

| 5 | 2 | 1 | 13 |

| 12 | 9 |

| 2 | 6 | 1 | 12 |

| 13 | 8 |

| 2 | 4 | 2 | 13 |

| 13 | 8 |

### Valresultat i kommunalvalet 2021
| Parti                 | Parti                             | Röstfördelning | Röstfördelning | Röstfördelning | Röstfördelning | Mandatfördelning | Mandatfördelning |
| Parti                 | Parti                             | Antal          | Andel %        | Antal +−       | Andel % +−     | Antal            | +−               |
| --------------------- | --------------------------------- | -------------- | -------------- | -------------- | -------------- | ---------------- | ---------------- |
|                       | Centern i Finland                 | 512            | 56,3           | −110           | +0,4           | 13               | +1               |
|                       | Finlands Socialdemokratiska Parti | 170            | 18,7           | -129           | -8,2           | 4                | -2               |
|                       | Vänsterförbundet                  | 108            | 11,9           | −11            | +1,2           | 2                | —                |
|                       | Sannfinländarna                   | 75             | 8,3            | +2             | +1,7           | 2                | +1               |
|                       | Gröna förbundet                   | 27             | 3,0            | +27            | +3,0           | 0                | 0                |
|                       | Samlingspartiet                   | 17             | 1,9            | +17            | +1,9           | 0                | —                |
| Giltiga röster totalt | Giltiga röster totalt             | 909            | 100,0          | −439           | —              | 21               | —                |
| Ogiltiga röster       | Ogiltiga röster                   | 6              | 0,7            | -1             | —              |                  |                  |
| Valdeltagande         | Valdeltagande                     | 915            | 47,3           | −205           | −6,0           |                  |                  |
| Röstberättigade       | Röstberättigade                   | 1 935          | —              | −167           | —              |                  |                  |

Källa:

### Vänorter
Hyrunsalmi har åtminstone följande vänorter:
- Odintsovo, Ryssland
- Olonets, Ryssland

## Demografi

### Befolkningsutveckling
| Befolkningsutvecklingen i Hyrynsalmi kommun 1880–2020                                                                                 | Befolkningsutvecklingen i Hyrynsalmi kommun 1880–2020 | Befolkningsutvecklingen i Hyrynsalmi kommun 1880–2020 | Befolkningsutvecklingen i Hyrynsalmi kommun 1880–2020 | Befolkningsutvecklingen i Hyrynsalmi kommun 1880–2020 |
| --- | ----------------------------------------------------- | ----------------------------------------------------- | ----------------------------------------------------- | ----------------------------------------------------- |
| |                                                       |                                                       |                                                       |                                                       |
| År |                                                       |                                                       | Folkmängd                                             |                                                       |
| 1880 | 1880                                                  |                                                       | 1 654                                                 |                                                       |
| 1890 | 1890                                                  |                                                       | 1 927                                                 |                                                       |
| 1900 | 1900                                                  |                                                       | 2 254                                                 |                                                       |
| 1910 | 1910                                                  |                                                       | 2 365                                                 |                                                       |
| 1920 | 1920                                                  |                                                       | 2 408                                                 |                                                       |
| 1930 | 1930                                                  |                                                       | 2 793                                                 |                                                       |
| 1940 | 1940                                                  |                                                       | 3 355                                                 |                                                       |
| 1950 | 1950                                                  |                                                       | 4 592                                                 |                                                       |
| 1960 | 1960                                                  |                                                       | 6 089                                                 |                                                       |
| 1970 | 1970                                                  |                                                       | 5 016                                                 |                                                       |
| 1975 | 1975                                                  |                                                       | 4 661                                                 |                                                       |
| 1980 | 1980                                                  |                                                       | 4 428                                                 |                                                       |
| 1985 | 1985                                                  |                                                       | 4 225                                                 |                                                       |
| 1990 | 1990                                                  |                                                       | 4 066                                                 |                                                       |
| 1995 | 1995                                                  |                                                       | 3 906                                                 |                                                       |
| 2000 | 2000                                                  |                                                       | 3 486                                                 |                                                       |
| 2005 | 2005                                                  |                                                       | 3 096                                                 |                                                       |
| 2010 | 2010                                                  |                                                       | 2 736                                                 |                                                       |
| 2015 | 2015                                                  |                                                       | 2 422                                                 |                                                       |
| 2020 | 2020                                                  |                                                       | 2 199                                                 |                                                       |
| Anm: För tidsserien 1980-2020 avser uppgifterna förhållandena den 31 december nämnda år enligt områdesindelningen den 1 januari 2021. |                                                       |                                                       |                                                       |                                                       |

### Språk
Befolkningen efter språk (modersmål) den 31 december 2022. Finska, svenska och samiska räknas som inhemska språk då de har officiell status i landet. Resten av språken räknas som främmande. För språk med färre än 10 talare är siffran dold av Statistikcentralen på grund av sekretesskäl.
| Språk                        | Talare 2022-12-31 | Talare 2022-12-31 |
| Språk                        | Antal             | Andel (%)         |
| ---------------------------- | ----------------- | ----------------- |
| Hela befolkningen            | 2 094             | 100,0             |
| Inhemska språk totalt        | 2 053             | 98,0              |
| Finska                       | 2 049             | 97,9              |
| Svenska                      | 4                 | 0,2               |
| Främmande språk totalt       | 41                | 2,0               |
| Ryska                        | 16                | 0,8               |
| Språk med färre än 10 talare | 25                | 1,2               |

|  | Finska (97,9 %) |

|  | Svenska (0,2 %) |

|  | Främmande språk (1,9 %) |

|  | Finska (97,9 %) |

|  | Svenska (0,2 %) |

|  | Främmande språk (1,9 %) |